# Pantai Baru
Pantai Baru (deutsch Strand Baru) ist ein indonesischer Distrikt (Kecamatan) im Regierungsbezirk Rote Ndao (Provinz Ost-Nusa Tenggara).

## Geographie
Pantai Baru liegt im Nordosten der Insel Roti und reicht von Nord- bis zur Südküste der Insel. Südwestlich befinden sich die Distrikte Rote Tengah und Rote Selatan, im Nordosten Rote Timur und, jenseits der Bucht von Korobafo, Landu Leko. Hauptort von Pantai Baru ist Olafulihaa.
Der Distrikt teilt sich in zehn Desa und einem Kelurahan:
- Batulilok
- Edalode
- Keoen
- Lenupetu
- Nusakdale
- Oebau
- Oeledo
- Sonimanu
- Tesabela
- Tunganamo
- Olafulihaa (Kelurahan)